# Andische Sprachen

Die Andischen Sprachen (Nr. 16–23) im Umfeld der Nordostkaukasischen Sprachfamilie

Als andische Sprachen werden die acht miteinander verwandten Kleinsprachen Achwachisch, Andisch, Bagwalalisch, Botlichisch, Godoberisch, Karatinisch, Tindi und Tschamalalisch bezeichnet, die in der autonomen Republik Dagestan (Russische Föderation) von mindestens 58.000 Menschen gesprochen werden. Zusammen mit der awarischen Sprache und den didoischen Sprachen bilden sie die Gruppe der awaro-ando-didoischen Sprachen innerhalb der Gruppe der dagestanischen Sprachen, die wiederum zu den (nordostkaukasischen) nachisch-dagestanischen Sprachen gehören. Zu den andischen Sprachen zählen folgende Sprachen, die zum Teil wieder in untereinander kaum verständliche Dialekte zerfallen (die Sprachen wurden bei den sowjetischen/russischen Volkszählungen 1926, 2002, 2010 und 2021 separat erfasst, sie werden indes weiter den Awaren zugeordnet). Die starken Unterschiede zwischen den einzelnen Volkszählungen haben ihre Ursache in der jahrzehntelangen Zuteilung der Andischen Sprachen zum Awarischen (zwischen 1926 und 1989). Auch heute noch sind die Andischen Sprachen beim Gesamttotal des Awarischen aufgelistet. Untenstehend die Anzahl der Sprecher:
| Jahr                                                                 | Achwachisch | Achwachisch | Andisch | Andisch | Bagwalalisch | Bagwalalisch | Botlichisch | Botlichisch | Godoberisch | Godoberisch | Karatinisch | Karatinisch | Tindi | Tindi | Tschamalalisch | Tschamalalisch | Total  | Total    |
| Jahr                                                                 | Zahl        | %           | Zahl    | %       | Zahl         | %            | Zahl        | %           | Zahl        | %           | Zahl        | %           | Zahl  | %     | Zahl           | %              | Zahl   | %        |
| -------------------------------------------------------------------- | ----------- | ----------- | ------- | ------- | ------------ | ------------ | ----------- | ----------- | ----------- | ----------- | ----------- | ----------- | ----- | ----- | -------------- | -------------- | ------ | -------- |
| 2002                                                                 | 6362        | 18,86       | 21.270  | 63,07   | 18           | 0,05         | 0           | 0,00        | 2           | 0,01        | 6019        | 17,85       | 44    | 0,13  | 12             | 0,04           | 33.727 | 100,00 % |
| 2010                                                                 | 3757        | 12,71       | 12.270  | 41,51   | 1506         | 5,09         | 3595        | 12,16       | 864         | 2,92        | 4575        | 15,48       | 2484  | 8,40  | 509            | 1,72           | 29.560 | 100,00 % |
| 2021                                                                 | 7521        | 12,91       | 21.150  | 36,32   | 2297         | 3,94         | 5073        | 8,71        | 3021        | 5,19        | 9549        | 16,40       | 4457  | 7,65  | 5171           | 8,88           | 58.239 | 100,00 % |
| Quelle: Ergebnisse der Russischen Volkszählungen 2002, 2010 und 2021 |             |             |         |         |              |              |             |             |             |             |             |             |       |       |                |                |        |          |

Keine der acht Sprachen hat ein Schriftsystem, als Schriftsprachen und Verkehrssprachen untereinander werden Awarisch und Russisch verwendet.